# Djaïli Amadou Amal

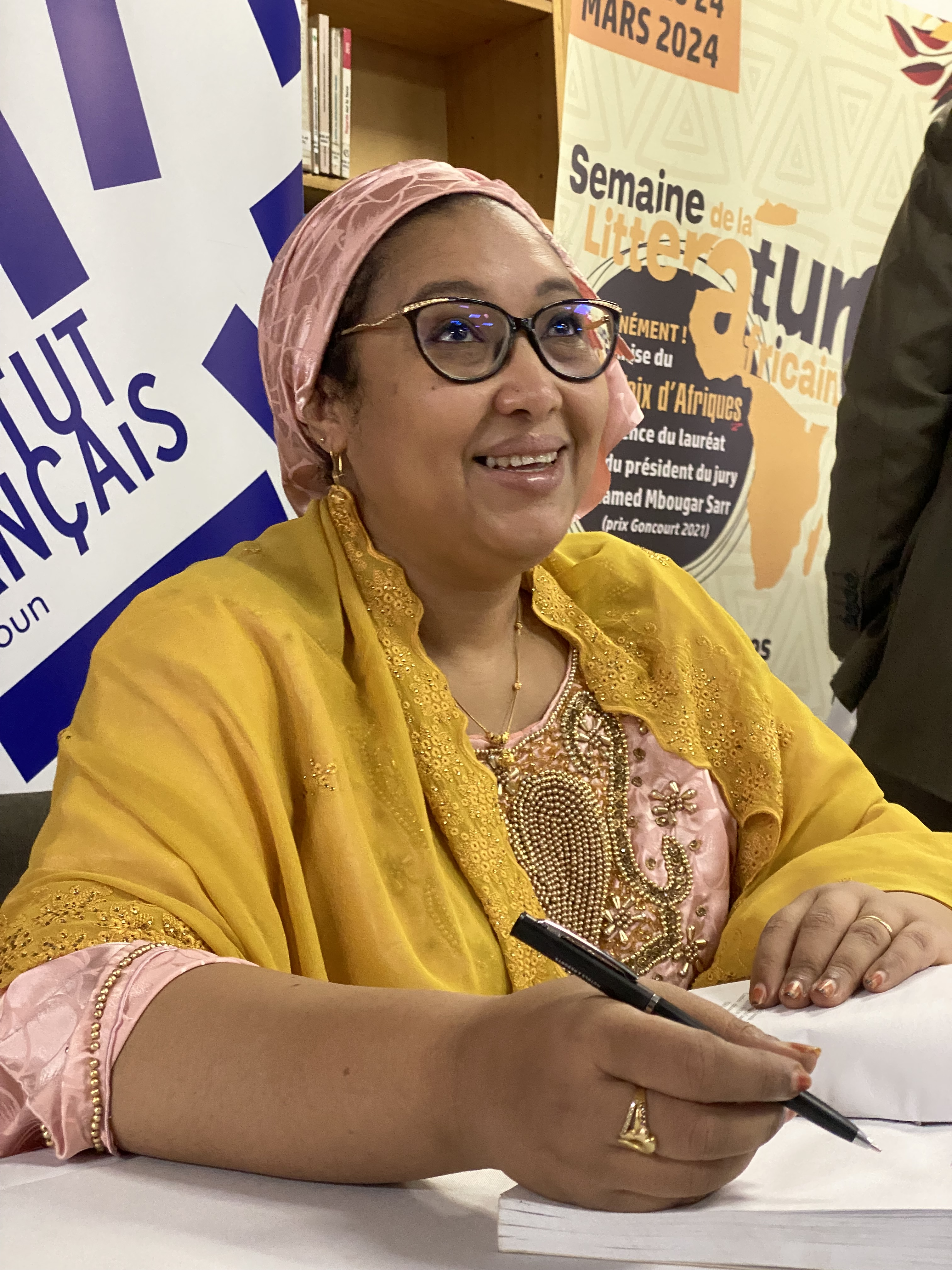
Djaïli Amadou Amal 2024

Djaïli Amadou Amal (* 1975 in Maroua, Diamaré) ist eine kamerunische Schriftstellerin und Menschenrechtsaktivistin. In ihren in französischer Sprache verfassten semi-autobiografischen Romanen greift sie Themen wie Zwangsehe, Vielehe, häusliche Gewalt und Frauenrechte in der Sahelzone auf, berichtet aber auch über die Besonderheiten und die Schönheit der Fulani-Kultur, der sie angehört. Außerdem gründete sie den gemeinnützigen Verein Femmes du Sahel, der sich für die Bildung und die Rechte von Frauen einsetzt.

## Leben

### Kindheit und Ausbildung
Djaïli Amadou Amal entstammte väterlicherseits dem ursprünglich nomadisierenden Hirtenvolk der Fulani aus Westafrika. Sie wuchs im Norden Kameruns auf. Ihren kamerunischen Vater, ein Jura-Professor, und ihre ägyptische Mutter beschreibt die Muslimin als „verständnisvoll“ und ihre Schwester und sie durften genauso wie die drei Brüder zur Schule gehen. Die Kinder wuchsen in einer großen Gemeinschaft mit vielen Onkeln und Tanten sowie zwischen arabischer und Fulani-Tradition auf. Später studierte Amal Betriebswirtschaftslehre. Seit ihrer Kindheit spricht sie neben Pulaar, einer Variante des Fulfulde, auch Französisch.
Amals Interesse für Literatur begann im Alter von acht Jahren. Da es keine Bibliothek in ihrer Heimatgemeinde gab, schlich sie sich heimlich in die Kirche der katholischen Mission. Als Amals Vater davon erfuhr, befahl er ihr, künftig das Gebäude durch das Eingangsportal zu betreten. Die katholischen Priester freundeten sich später mit ihren Eltern an. Als Kind las Amal viel, darunter Werke von afrikanischen Autoren wie Amadou Hampâté Bâ, Ferdinand Oyono, Ken Bugul, Mariama Bâ (Une si longue lettre) und Seydou Badian Kouyaté (Sous l’orage). Auch hat sie eine Schwäche für die historischen Romane von Juliette Benzoni, zeichnete und führte Tagebuch.

### Unglückliche Ehen und Weg zur Schriftstellerin
Ursprünglich hatte Amal davon geträumt, Journalistin zu werden, ehe sie als 14-jährige gefügige Tochter mit einem befreundeten Mann verlobt wurde. Dieser hatte in den USA studiert und seine Schwestern gehörten zu ihrem Freundeskreis. Gegen den Willen des Vaters wurde Amal stattdessen im Alter von 17 Jahren von ihren Onkeln mit einem vermögenden, weitaus älteren Politiker in den Fünfzigern zwangsverheiratet. Die fünfjährige Ehe beschrieb sie als „schwierig“ und gab an, unter Suizidgedanken gelitten zu haben. Auch habe sie versucht, wegzulaufen, durfte aber weiter die Oberschule besuchen („Als ich verheiratet war, ist etwas kaputtgegangen“). Als Ventil habe Amal nach drei oder vier Ehejahren mit dem Tagebuchschreiben angefangen: „Ich nahm ein Tagebuch und begann zu erzählen, was ich durchmachte. Ich habe mich nur beim Schreiben gut gefühlt. Ich habe zehn Jahre gebraucht, um mein Manuskript fertigzustellen. Ich habe es nie veröffentlicht“, so Amal. Schließlich verließ sie ihren Ehemann im Jahr 1998. Daraufhin verliebte sie sich in einen polygamen Mann, mit dem sie ihre zweite Ehe einging, aus der zwei Töchter stammen. „Ich habe beschlossen, diese Liebe zu leben [...] Dieser Mann erwies sich als brutal, gewalttätig und bedrückend. Diese Ehe war genau wie in meinem Roman [Munyal], sehr hart, ohne Platz für die Frau“, so Amal.
Amals zweite, gewalttätige Ehe zerbrach zehn Jahre nach Ende der ersten, als ihr Mann die Hochzeitsvorbereitungen für eine der minderjährigen Töchter plante. „Ich konnte es ertragen, dass er mich schlug, zum Schweigen gebracht hatte und meine Träume begrub, aber ich konnte es nicht ertragen, das meine Töchter durchmachen zu sehen!“, so Amal. Sie beschloss, ein starker Mensch zu werden, um ihre Töchter beschützen zu können, und zog in den Süden Kameruns, in die Hauptstadt Yaoundé. Dennoch war Amal weiterhin ständigen Belästigungen vor allem von Seiten der Familie ihres zweiten Ehemannes ausgesetzt. Dieser entführte u. a. die gemeinsamen Kinder, um seine Frau zu bestrafen. Amal ließ sich aber nicht davon entmutigen und fand durch ihr vorheriges Studium eine Arbeit im Managementbereich. Ihren Goldschmuck verkaufte sie, um sich einen Computer, Tisch und Stuhl leisten zu können und eine Karriere als Schriftstellerin einzuschlagen. Auch nahm sie in Vorbereitung darauf an vielen Schreibworkshops teil.
Djaïli Amadou Amal ist in dritter Ehe mit einem Schriftsteller verheiratet, mit dem sie zwei weitere Kinder hat. Die Familie lebt in Douala, zu Hause wird Fulfulde gesprochen. Amal ist Mutter von insgesamt fünf Kindern, zwei Töchter studieren Jura bzw. Psychologie. Eigenen Angaben zufolge führen ihre Bücher manchmal zu „sehr harten verbalen Angriffen“ und Meinungsverschiedenheiten. Dennoch überwiege laut Amal bei ihren Landsleuten der Stolz, eine aus dem hohen Norden Kameruns stammende Schriftstellerin zu haben. Sie selbst habe ihr Ziel erreicht und werde durch ihr Engagement für Frauenrechte auch als „die Stimme der Stimmlosen“ bezeichnet.

## Wirken

### Erste Romane und Gründung von „Femmes du Sahel“
2010 erschien in Kamerun Amals erster Roman Walaande, l’art de partager un mari, der um die Themen Vielehe, Gewalt und Zwangsehe kreist und in ihrem Geburtsort Maroua spielt. Im Mittelpunkt stehen vier Frauen aus einer polygamen Ehe mit einem wohlhabenden Geschäftsmann. Das Buch erschien mit finanzieller Unterstützung des Gouverneurs der Region und machte Amal landesweit bekannt. Es gewann den Prix de la Fondation Prince Claus, wurde ins Arabische übersetzt und auch im Maghreb und Nahen Osten veröffentlicht. 2012 war Amal Gast bei Pariser Buchmesse und gründete in Kamerun den Verein Femmes du Sahel. Dieser setzt sich für die Ausbildung von Frauen und Mädchen in der Sahelzone ein und soll sie für das Thema Zwangsehe und Gewalt sensibilisieren. Auch organisierte sie öffentliche Gespräche und Debatten zwischen Männern und Frauen. Später setzte sich Femmes du Sahel auch für Stipendien für Studenten aus benachteiligten Familien, die Errichtung von Bibliotheken sowie Mini-Bibliotheken an abgelegenen Orten oder die Berufsberatung von Frauen zur Stärkung ihrer Rolle ein. Amals Organisation wurde von Unternehmen in ihrem Heimatland sowie den Botschaften der USA und Frankreichs unterstützt. 2013 erschien bei Ifrikiya Amals zweiter Roman Mistiriijo la mangeuse d’âmes. In diesem prangert sie den Vorwurf gegen Frauen an, Trägerinnen von unheilvollen Zaubersprüchen zu sein.

### Internationaler Erfolg mit „Munyal“ / „Les impatientes“
Der internationale Durchbruch als Schriftstellerin stellte sich für Amal mit ihrem dritten Roman Munyal, les larmes de la patience (2017) ein, der auf Fulani und Muslime in einem wohlhabenden Viertel von Maroua blickt. Im Mittelpunkt der Handlung stehen die Schicksale der beiden Halbschwestern Ramla und Hindou, die denselben Vater, aber verschiedene Mütter haben. Die 17-jährige Ramla wird gegen ihren Willen als Zweitfrau mit dem viel älteren und vermögenden Alhadji Issa verheiratet. Gleichzeitig wird sie mit der 35-jährigen Erstfrau Safira konfrontiert, die ihre junge Nebenbuhlerin hasst und besser noch heute als morgen aus dem Haus haben will. Ein ähnliches Schicksal erleidet die jüngere Hindou, die mit ihrem  gewalttätigen und gleichgültigen Cousin Moubarak verheiratet wird, der unter Alkohol- und Drogensucht leidet. Alle Frauen sind in der Fulani-Kultur von klein auf mit der titelgebenden „Munyal!“ (dt. „Geduld“) aufgewachsen, einem Ruf nach Mäßigkeit. Sie sind gezwungen, sich in der Ehe ihrem Mann zu unterwerfen und Tradition, Aberglauben und religiösen Interpretationen zu folgen, ohne sich zu beschweren. Obwohl Amal davon sprach, mit Munyal keine Autobiografie verfasst zu haben, sei unter den drei Frauenfiguren Ramla ihr am ähnlichsten.
Munyal, les larmes de la patience fand Lob seitens der Fachkritik und wurde 2019 mit dem Prix de la Presse Panafricaine sowie dem erstmals vergebenen Prix Orange du Livre en Afrique ausgezeichnet. Véronique Tadjo, Jurypräsidentin des Prix Orange, lobte den Roman u. a. für seine „starke, aufrichtige, rebellische Stimme, die von einer Sprache bedient wird, die ihre Kultur trägt“. Daraufhin wurde die französische Historikerin und Verlagsleiterin Emmanuelle Collas auf Amal aufmerksam, die ihren Text in eine universellere Form brachte und 2020 unter dem neuen Titel Les impatientes in Frankreich veröffentlichte. Daraufhin gelangte der Roman, der auch in der Fassung für den französischen Buchmarkt Wörter in Fulfulde beinhaltete, auf die Shortlist des wichtigsten französischen Literaturpreises Prix Goncourt. und gewann den Prix Goncourt des lycéens. Corinne Renou-Nativel (La Croix) beschrieb Munyal als „harten Roman“, dessen einfacher Stil dem Werk Kraft verleihe. Hassina Mechaï (Le Point) lobte Amal als „Geschichtenerzählerin und Weberin“, die ihre Figuren „in einem subtilen Flüsterton“ zu Wort kommen lasse.
Im März 2022 erschien der Roman in deutscher Übersetzung von Ela zum Winkel unter dem Titel "Die ungeduldigen Frauen" im Orlanda Verlag. Er wurde im März 2023 für den im Oktober zu verleihenden Deutschen Jugendliteraturpreis von der Jugendjury nominiert.

## Werke
Romane
- Walaande, l’art de partager un mari. Ifrikiya, 2010. – ISBN 9956-473-35-9.
- Mistiriijo la mangeuse d’âmes. Ifrikiya, 2013. – ISBN 978-9956-473-85-4.
- Munyal, les larmes de la patience. Yaoundé : Éditions Proximité, 2017. – ISBN 978-9956-429-54-7.

- Frankreich: Les impatientes. Paris : Éditions Emmanuelle Collas, 2020. – ISBN 978-2-490155-25-5.
- Deutschland: Die ungeduldigen Frauen. Berlin: Orlanda Verlag, 2022 – ISBN 978-3-949545-02-3

## Auszeichnungen
- 2012: Prix de la Fondation Prince Claus für Walaande, l’art de partager un mari
- 2019: Prix de la Presse Panafricaine für Munyal, les larmes de la patience (Beste afrikanische Schriftstellerin)
- 2019: Prix Orange du Livre en Afrique für Munyal, les larmes de la patience
- 2020: Prix Goncourt des lycéens für Les impatientes
- 2021: Prix de la femme d’influence culturelle[12]
- 2022: Trophée des éditions als Autorin des Jahres[13]